# Katharina Fritsch
Katharina Fritsch, född 14 februari 1956 i Essen, är en tysk skulptör.
Katharina Fritsch studerade först historia och konsthistoria vid universitetet i Münster och därefter konst för Fritz Schwegler vid Kunstakademie Düsseldorf 1977–84. Hon hade sin första soloutställning på Dia Center for Arts i New York 1993.
Bland hennes mest kända verk finns Rattenkönig/Rat King från 1993, en mycket stor cirkel av svarta råttor i polyester, vilken visades på Benidbiennalen 1999, Mönch/Monk från 2003), en stoisk, enfärgad mansfiguri polyester, och Group of Figures från 2006–08, en installation i nio delar.  
Hon var 2001–10 professor i skulptur vid Hochschule für Bildende Künste i Münster och är sedan 2010 professor i skulptur vid Kunstakademie Düsseldorf. Hon fick sitt internationella genombrott med utställningen Von hier aus – Zwei Monate neue deutsche Kunst i Düsseldorf 1984.

## Offentliga verk i urval
- Tischgesellschaft, 1988, i Museum für Moderne Kunst i Frankfurt am Main
- Hahn/Cock auf der Vierten Plinthe, 2013, på Trafalgar Square i London